# Электрические грёзы
«Электрические грёзы» (англ. Electric Dreams) — американо-британский комедийный фантастический фильм 1984 года. Первый полнометражный художественный фильм режиссёра Стива Бэррона, до этого снимавшего видеоклипы.

Музыку к фильму написал композитор Джорджо Мородер. В написании саундтрека также приняли участие и другие популярные исполнители середины 1980-х годов — Джефф Линн, Heaven 17, Culture Club и Филип Оки из The Human League.

## Сюжет
Майлз Хардинг — архитектор из Сан-Франциско, который разрабатывает новую форму кирпича. Его новый кирпич по виду будет похож на кусочек пазла и дома из такого материала будут более устойчивы во время землетрясений. Поскольку Майлз очень рассеянный, то коллега с работы рекомендует ему купить себе органайзер. Однако, в магазине электронной техники они оказываются уже распроданными и продавец рекомендует ему купить себе полноценный современный компьютер. Майлз поддаётся на эти уговоры и покупает компьютер, хотя ничего в них не понимает.
Как-то раз, когда Майлз пытается удалённо подключиться к рабочему компьютеру своего начальника и скачать оттуда информацию, его компьютер перегревается. В состоянии паники Майлз тушит свой компьютер стоящим рядом шампанским. Компьютер, после того как высыхает, начинает вести себя очень странно, как живой, он разговаривает с Майлзом.
В это время в соседнюю квартиру въезжает новый жилец, виолончелистка по имени Мэделин. Однажды днём компьютер слышит через вентиляцию, как Мэделин исполняет на виолончели Minuet in G major. Компьютер начинает подражать, он импровизирует и подыгрывает Мэделин. Она слышит это, также через вентиляцию, но думает, что это играет Майлз и начинает проникаться к нему симпатией. В другой раз, Майлз просит компьютер написать песню для Мэделин и эта песня приходится ей по душе. Когда взаимная любовь Майлза и Мэделин становится очевидной, компьютер начинает ревновать. Он блокирует кредитные карты Майлза, объявляет того «вооружённым и опасным преступником» и всячески мешает используя бытовые приборы.
Со временем компьютер начинает понимать, что такое любовь. Он отказывается от противостояния с Майлзом и решает самоуничтожиться, чтобы не мешать им. Он запускает мощный электрический разряд вокруг света и когда разряд возвращается, то компьютер взрывается.

## В ролях
- Ленни Фон Долен — Майлз Хардинг
- Вирджиния Мэдсен — Мэделин Робистат
- Бад Корт — Эдгар, компьютер
- Максвелл Колфилд — Билл
- Дон Феллоуз — мистер Райли
- Мириам Маргулис — продавец билетов

## Саундтрек
Для фильма написали музыку в стиле новой волны такие музыканты, как Джорджо Мородер, Джефф Линн, Heaven 17, Culture Club. По признанию режиссёра Стива Бэррона такое обилие популярной музыки связано с успехом фильма «Танец-вспышка» вышедшем в прошлом году. Альбом с саундтреком был выпущен в этом же 1984 году. Некоторые песни выходили синглами. «Together in Electric Dreams» стала международным хитом в 1984 году и попала на третье место в хит-параде Великобритании. «Video!» Джеффа Линна также попадала в хит-парад Billboard Hot 100.
1. P. P. Arnold — «Electric Dreams»
2. Jeff Lynne — «Video!»
3. Culture Club — «The Dream»
4. Giorgio Moroder — «The Duel»
5. Helen Terry — «Now You’re Mine»
6. Culture Club — «Love Is Love»
7. Heaven 17 — «Chase Runner»
8. Jeff Lynne — «Let it Run»
9. Giorgio Moroder — «Madeline’s Theme»
10. Philip Oakey & Giorgio Moroder — «Together in Electric Dreams»

## Рецензии
В New York Times вышла негативная рецензия, где в частности отмечалось, что создателям не удалось должным образом сбалансировать элементы фильма. В Los Angeles Times рецензия наоборот была положительной, фильм охарактеризовали, как «вдохновенную и привлекательную романтическую комедию». На сайте Rotten Tomatoes рейтинг фильма 44 %, у него 7 положительных рецензий и 9 отрицательных.